# Naji al-Jerf
Naji al Jerf  (en árabe: ناجي الجرف‎) (1977-27 de diciembre de 2015), también conocido como "tío", fue una periodista, cineaste, editor sirio y cofundador de la organización Raqqa Is Being Slaughtered Silently en la ciudad de Gaziantep, Turquía. Fue conocido por sus informes sobre ISIS y por descubrir sus atropellos, esto antes de ser asesinado.

## Vida personal
Al Jerf nació en Salamíe, Siria, siendo de origen ismaelí, una rama del Islam chiita. Se graduó de la licenciatura en filosofía de la Universidad de Tishreen. 
Estaba casado con Boshra Kashmar, un poeta; tuvieron dos hijas. Mientras estaba en Homs, su esposa dio a luz a su primera hija, a quien llamaron Emesa, en honor al antiguo título griego de Hom.
Muchos lo conocían como "tío" debido a su tutoría y capacitación de muchos jóvenes en el movimiento revolucionario.
Está enterrado en el cementerio de Yeşilkent, Provincia de Kayseri.

## Carrera
Al Jerf fue periodista, cineasta y editor. Trabajó como productor de documentales de Al Jazeera en Damasco hasta el comienzo de la guerra civil. También trabajó como editor en jefe de  Hentah, una revista siria que informa sobre la "vida cotidiana de los ciudadanos sirios". Produjo noticias locales e historias no contadas en Salamiyah y otros lugares. Al Jerf amplió la revista Hentah, aumentó su alcance y continuó publicando artículos sobre prisioneros y mártires, refugiados, kurdos, palestinos, el Ejército Sirio Libre, ISIS y cuestiones más amplias sobre Siria y la revolución. También fundó la revista Hentawi, una versión dirigida a lectores de 9 a 15 años.

## Raqqa is Being Slaughtered Silently
Naji Al Jerf fue un activista durante la guerra civil siria. Al principio, participó activamente en la organización de su comunidad, fundando la Oficina de Medios de la ciudad de Salamíe y varios comités de coordinación en Salamíe, Siria, además de servir como enlace entre ellos.
Más tarde, Naji Al Jerf se convirtió en uno de los cofundadores de Raqqa Is Being Slaughtered Silently y portavoz de la organización. La organización es un grupo que expone abusos contra los derechos humanos en la capital siria de ISIS. Mientras estaba con el grupo, hizo un documental sobre el asesinato de activistas de los medios y de un trabajador de la salud por parte de ISIS en Alepo. El documental también fue transmitido por el canal Al Arabiya, que atrajo a más de 12 millones de espectadores.

## Intentos de asesinatos
Naji al-Jerf escapó de varios intentos de asesinato antes de morir. Los servicios de seguridad turcos frustraron dos de ellos, uno de ellos desactivando un explosivo debajo de su coche.

## Muerte
Al Jerf fue asesinado en Gaziantep, Turquía, donde había estado desde que abandonó Siria en 2012 y estaba documentando las atrocidades cometidas por ISIS y el gobierno sirio. Antes de que dispararan a Al Jerf, había estado recibiendo amenazas de muerte de ISIS a través de cuentas falsas de Facebook. Su muerte ocurrió durante el día alrededor de las 15:20 horas cuando estaba en un restaurante para pedir algo de comida para sus hijas. Mientras esperaba delante de un restaurante, en el centro de Gaziantep, pasó un coche blanco y un hombre enmascarado y con silenciador disparó contra Al Jerf. Lo llevaron al Hospital Estatal de Aralık, Provincia de Iğdır donde murió más tarde.
Daesh (ISIS) se atribuyó la responsabilidad del asesinato esa misma noche. Esta organización también se atribuyó la responsabilidad del asesinato de dos de sus colegas, decapitados a principios de noviembre de 2015 en Sanliurfa, Turquía.

### Prueba
Yusuf Hamed Eshverihi, miembro de ISIS, fue condenado el 9 de junio de 2017 después de que otros tres sospechosos fueran absueltos por falta de pruebas. El juicio se desarrolló a puerta cerrada y la familia de al Jerf no estuvo representada. en el juicio por un abogado, un familiar o un representante de cualquier organización siria. Recibieron actualizaciones sobre el juicio a través de informes de los medios, porque no se les dio acceso directo al juicio. Ha sido condenado a dos cadenas perpetuas por el asesinato de al Jerf y por "intentar derrocar el orden constitucional" uniéndose al Estado Islámico. Además, fue condenado a otros cinco años y cinco meses de cárcel acusado de “posesión de material explosivo” y “posesión de un arma ilegal”.

## Reacciones
Irina Bokova, directora general de UNESCO, dijo: "Confío en que la investigación del asesinato de Naji Jerf dé frutos y que los responsables de este crimen sean juzgados". Un portavoz del Comité para la Protección de los Periodistas dijo: "Pedimos a las autoridades turcas que lleven a los asesinos de Naji Jerf ante la justicia de forma rápida y transparente, y que intensifiquen las medidas para proteger a todos los periodistas sirios en suelo turco".
Después de su muerte, la gente empezó a compartir el material documental sobre ISIS que había publicado originalmente en YouTube. Las imágenes se difundieron a través de otras redes sociales junto con declaraciones que reaccionaban a su trabajo. Al Jerf agradaba a muchos activistas de la oposición siria. Hasan, amigo de Al Jerf, dijo: "Espero y espero que las autoridades turcas encuentren al asesino. Si no, no lo olvidaremos y este caso no será olvidado". Su muerte ha provocado escalofríos en la comunidad siria de activistas que viven en Gaziantep.
Su esposa, Boshra Kashmar, dijo que su asesinato fue una pesadilla y se despierta todas las mañanas buscándolo, parada allí, bromeando y riendo.

### Impacto
Como se indicó anteriormente, Naji Al Jerf fue uno de los cofundadores de Raqqa Is Being Slaughtered Silently y portavoz de la organización. Ayudó a financiar y entregar ayuda a los desplazados intencionalmente. También formó a otros en la realización de documentales.

## Premios
La película que el grupo Raqqa Is Being Slaughtered Silently realizó y dirigió Naji ganó el premio internacional a la libertad de prensa del comité para proteger a los periodistas en noviembre.

### Publicaciones
- Vilayah Haleb (conocido como Aleppo bajo ISIS)[21][28] El documental se publicó en YouTube, donde tenía más de 75,000 visitas al 31 de diciembre de 2015.[29]